# Шайшунага

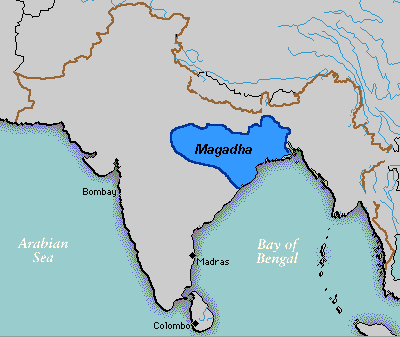
Территория царства Магадха.

Шайшунага — династия, правившая в древнеиндийском царстве Магадха в 413 — 345 годах до н. э.

## История
Династия пришла к власти в 413 году до н. э., когда министр Шайшунага сверг Haraдacaку, предыдущего царя Магадхи, и захватил трон.
Следующего правителя династии, Калашоку, убил министр  Махападма Нанда. После этого он какое-то время прикрывался сыновьями Калашоки, но вскоре избавился и от них.
В 345 году до н. э. Махападма Нанда взошел на престол Магадхи и основал новую династию Нанда.

## Список правителей
| Имя                    | Годы правления     |
| ---------------------- | ------------------ |
| Шайшунага              | 413 — 395 до н. э. |
| Калашока               | 395 — 367 до н. э. |
| Кшемадхарма            | 367 до н. э. — ?   |
| Кшетаджита             | ? — ?              |
| Видхисара (Бимбисара)  | ? — ?              |
| Аджатасатру            | ? — ?              |
| Дарсака                | ? — ?              |
| Удаяна                 | ? — ?              |
| Нандивардхана          | ? — ?              |
| Маханандин (Ауграсайя) | ? — 345 до н. э.   |